# 藤井青銅
藤井 青銅（ふじい せいどう、1955年 - ）は、日本の放送作家、作家、作詞家。日本脚本家連盟所属。自身が主催する企画集団「オフィスDEM」代表。

## 略歴
山口県下関市出身。1979年に行われた「第1回星新一ショートショート・コンテスト」にて入選。それ以降は放送作家のかたわらで小説家としても活動し、小説やショートショート、ライトノベル、随筆などを出版している。藤井の出版する本の多くが絶版となっており、「入手困難王」と評されている。
放送作家としては、伊集院光やウッチャンナンチャン、いっこく堂、オードリーなどの仕事に携わった。特に、『ミュージックソン THE MOVIE 〜オードリーの爆笑24時間宣言〜』として映画化された「第36回ラジオ・チャリティー・ミュージックソン」では、全体にわたって放送作家を務めており、映画には「脚本」としてクレジットされた。「架空のアイドル」芳賀ゆいを仕掛けた黒幕ともされる。NHK-FM『サウンド夢工房』『青春アドベンチャー』にも関与した。
ニッポン放送で1976年から1983年まで放送されていた『夜のドラマハウス』などを筆頭に、多くのラジオドラマの脚本も手がけている。自身のラジオ番組に携わった経験を基に『ラジオな日々 -80s RADIO DAYS-』『ラジオにもほどがある』などの著作も出版している。
ナガオカケンメイ主宰の「D&DEPARTMENT PROJECT」の活動の一環として、柳家花緑と、13年間をかけて47全都道府県の落語を制作するプロジェクト「d47」にも携わっている。

## 主な担当番組

### ラジオ
- 夜のドラマハウス（ニッポン放送）
- 伊藤蘭・通り過ぎる夜に（ニッポン放送、1980年 - 1982年）
- 松田聖子・夢で逢えたら（ニッポン放送、1981年 - 1983年）
- 沢田研二・夜はいいやつ（ニッポン放送、1981年 - 1982年）
- 古舘伊知郎の独占！オールニッポンヒット歌謡（ニッポン放送、1986年  ）
- デーモン小暮のオールナイトニッポン（ニッポン放送）
- 斉藤由貴 ネコの手も借りたい（ニッポン放送）
- ウッチャンナンチャンのオールナイトニッポン（ニッポン放送、1989年 - 1995年）
- 伊集院光のOh!デカナイト（ニッポン放送、1991年 - 1992年）
- CoCo恋は大騒ぎ（ニッポン放送）
- 瀬戸朝香 せーとー派宣言（ニッポン放送）
- 深田恭子・IN MY ROOM（ニッポン放送）
- イルカのミュージックハーモニー（ニッポン放送）
- 上柳昌彦の花の係長 ヨッ!お疲れさん（ニッポン放送）
- テリーとうえちゃんのってけラジオ（ニッポン放送）
- 赤坂泰彦のサタデーリクエストバトル（ニッポン放送）
- 味な歳時記 池波正太郎その世界（ニッポン放送）
- 新保友映のオールナイトニッポンGOLD（ニッポン放送）
- オードリーのオールナイトニッポン（ニッポン放送、2009年 - ）[1]

### テレビ
- オシャレ30・30（日本テレビ系、1987年 - 1994年 ）
- ウッチャンナンチャンのやるならやらねば!（フジテレビ系、1990年10月 - 1993年6月）
- 突撃!お笑い風林火山（フジテレビ系、1997年5月 - 1997年9月）

## 出演番組
- どよーDA!（山口放送、2021年4月 - ）

## 著作

### 小説
- 「死人にシナチク」シリーズ（徳間アニメージュ文庫）
  - 死人にシナチク（1987年7月）
  - 修学旅行狂躁曲（1988年2月）
  - 楊大人の野望（1990年8月）
- 愛と青春のサンバイマン（トクマ・ノベルズMIO→徳間パステル文庫、1987年11月(ノベルス版)）
- 超能力はワインの香り（富士見ファンタジア文庫、1988年12月）
- アロワナ・ガール（アニメージュ文庫、1992年4月）
- クールボイスでささやいて（アニメージュ文庫、1992年8月）
- ラジオな日々 -80s RADIO DAYS-（小学館、2007年4月）
- あなたに似た街（小学館、2015年11月）

### ショートショート
- プリズム・ショット（徳間書店、1988年11月）
- 笑う20世紀（実業之日本社、1994年3月）
- 誰もいそがない町（ポプラ社、2005年11月）
- 一千一ギガ物語（猿江商會、2021年6月）

### エッセイ
- み〜んながやってる宇宙の法則（徳間書店、1991年1月）
- 宇宙の法則2 3Dステレオコラム集（徳間書店、1993年6月）
- 超日本史（扶桑社、1995年2月）
- 「超」日本史（扶桑社、1996年1月）
- TV・マスコミ「ことば」の真相（メディアファクトリー、2001年3月）
- 団地になった男（朝日新聞社、2002年9月）
- 東洋一の本（小学館、2005年4月）
- 略語天国（小学館、2006年7月）
- 歴史Web（日本文芸社、2008年1月）
- あんまりな名前（扶桑社、2008年7月）
- 笑ふ戦国史（芸文社、2009年10月）
- 1時間でパッとわかる なるほど現代世界史（静山社、2010年6月）
- メアドな日本語「略語クイズ」（小学館、2010年9月）
- ラジオにもほどがある（小学館文庫、2011年4月）
- 日本人はなぜ破局への道をたどるのか 〜日本近現代史を支配する「78年周期法則」〜 (ワニブックス、2012年8月)
- アラサーの平成ちゃん、日本史を学ぶ（竹書房、もぐらとの共著、2015年3月）
- 「日本の伝統」の正体（柏書房、2017年11月、ISBN 978-4760149339）
- 一芸を究めない（春陽堂書店、2022年5月）[1]

### 電子書籍
- 語源にされた人々
- 戦国つぶやき合戦
- これはみんな、きみの話
- ラジオにもほどがある
- アキバの休日
- これはきみが、失くした話
- 笑う20世紀（黄）
- 笑う20世紀（青）
- 笑う20世紀（赤）

### 作詞
- マモー・ミモー
  - マモー・ミモー 野望のテーマ 〜情熱の嵐〜（作曲：戸田誠司）
- 北神田三郎
  - 涙の停車場（作曲：高浪敬太郎）
- 荒川ラップブラザーズ
  - アナーキー・イン・AK（作曲：久保コージ）
- マセキ里穂
  - 世界で一番素敵な奇跡（作曲：BAKU）
- 高橋ひろ
  - いつも上機嫌（作詞：藤井青銅・高橋ひろ 作曲：高橋ひろ）
- 林原めぐみ
  - 好きと言いなさい（作曲：長岡成貢）
- 松本梨香
  - こころハラペコ（作曲：羽毛田丈史）
- 天地総子
  - イタリア大好き（原曲：フィガロの結婚・序曲）（作曲：ヴォルフガング・アマデウス・モーツァルト）[4]

### ゲームシナリオ
- とんでもクライシス!（徳間書店、1999年6月）